# Les Parisiens
Pour les articles homonymes, voir Le Parisien (homonymie).
Ne doit pas être confondu avec Les Pharisiens.
Pour plus de détails, voir Fiche technique et Distribution.
Les Parisiens est un film français réalisé par Claude Lelouch, sorti en 2004. Il a été conçu comme le premier volet de la trilogie inachevée Le Genre humain. Devant l'insuccès du film, Claude Lelouch a dû abandonner la poursuite de la trilogie, et a juste refondu ce premier volet (Les Parisiens) avec des scènes du film qui devait en constituer le deuxième volet et qui aurait eu pour titre Le Bonheur, c'est mieux que la vie : le résultat est le film intitulé Le Courage d'aimer sorti un an plus tard. 

## Synopsis
Une kyrielle de personnages, souvent marginaux, mais rêvant tous d'être sur le même échelon de ce que l'on pourrait appeler « l'échelle amoureuse de Richter » se croisent et composent un inventaire à la Prévert. Parmi eux, un couple de chanteurs amoureux l'un de l'autre, Shaa et Massimo, qui nous guide dans le cours de cette histoire.

## Fiche technique
- Titre : Les Parisiens
- Réalisation : Claude Lelouch
- Scénario : Claude Lelouch, Pierre Uytterhoeven
- Directeur de la photographie : Gérard de Battista
- Chef décorateur: François Chauvaud
- Musique : Francis Lai, Pierre Barouh, Boris Bergman
- Production : Les Films 13
- Distribution : Les Films 13
- Pays d'origine :  France
- Genre : comédie dramatique
- Durée : 118 minutes
- Date de sortie : 15 septembre 2004

## Distribution
- Maïwenn : Shaa
- Massimo Ranieri : Massimo Brondi
- Mathilde Seigner : Anne / Clémentine (les jumelles)
- Michel Leeb : Michael Gorkini
- Arielle Dombasle : Sabine Duchemin
- Ticky Holgado : Dieu
- Régis Bouquet : le clochard qui discute avec Dieu
- Francis Perrin :  Didier, le patron du jazz-club
- Michèle Bernier : Tania, serveuse au jazz-club
- Patrick Fierry : Robert, chanteur au jazz-club
- Xavier Deluc : Pierre, policier au Quai des Orfèvres
- Agnès Soral : Évelyne, la femme de Pierre
- Robert Namias : Robert, le patron de presse
- Cyrielle Clair : Patricia, l'épouse de Robert
- Pierre Santini : Jean-Claude Bénichou, le metteur en scène
- Mathilde Vitry : Isabelle, ex du chanteur et épouse de Bénichou
- Salomé Lelouch (créditée Salomé) : l'assistante de Bénichou
- Constantin Alexandrov : Bouba Sachs, le manager
- Jean-Michel Martial :  l'assistant de Sachs
- Guillaume Cramoisan : Guillaume, l'auteur-compositeur
- Aïssatou Thiam (créditée Thiam) : Joséphine, l'épouse de Sachs
- Alexandra Kazan : Sylvie, assistante de Sachs
- Roger Van Hool : Guy, le commissaire époux de Sylvie
- Frédéric Bouraly : le policier avec Guy au Quai des Orfèvres
- Sophie Mayer : la policière avec Guy au Quai des Orfèvres
- Yannick Soulier : Sami, complice du vol du collier
- Nathalie Marchak : Olivia, la vendeuse de fleurs
- Éric Viellard : Francesco, le chauffeur de Michael
- Lise Lamétrie : Lise, servante au château
- Catherine Arditi : Marie, l'hôtesse du diner mondain
- Richard Gotainer : Gérard, le patron de la brasserie
- Évelyne Buyle : Catherine, l'épouse de Gérard
- Géraldine Danon : la prostituée dont Robert est le client
- Grégori Derangère : l'agent immobilier arnaqueur
- Antoine Duléry : le patron du bar tabac
- Nadia Samir : Natacha, la patronne du bar tabac
- André Falcon : le bijoutier
- Cristiana Reali : la vendeuse de la bijouterie
- Charles Gérard : lui-même, client de la bijouterie
- Vincenzo Martines : le client de la bijouterie qui achète le collier
- July Messéan : Sonia, la call-girl qui se fait acheter le collier
- Mireille Perrier : la femme sur le quai
- Olivier Minne (crédité Olivier Mine) : le présentateur des Victoires
- Sarah Lelouch  : la présentatrice des Victoires
- Didier Lockwood : lui-même
- Pascaline Dargant : Sarah, la fille de Michael
- Manuel Gélin : Simon, le mari de Sarah
- Stéphane Hossein : Jérôme, le chauffeur de Bénichou (voix)
- Sylvie Loeillet
- Mélanie Page
- Roland Marchisio
- Axel Brücker
- Patrice Kerbrat
- Karine Pinoteau
- Saskia

## Distinctions
- Brutus du meilleur film 2005
- Brutus de la meilleure prestation technique 
  - La chanson : "Le Bonheur c'est mieux que la vie"

## À noter
- Claude Lelouch a financé lui-même la production de son film en endettant sa société, Les Films 13, à hauteur de 10 M€. Le pari est très risqué et peut aboutir à sa ruine personnelle.
- Le jour de sa sortie en salle, le film ne totalisa que 4 162 entrées ce qui représente un échec cuisant. Vexé de cet accueil qu'il imputait à une mauvaise critique, Claude Lelouch en appela au public en offrant l'entrée gratuite dans les salles de la région parisienne le 17 septembre 2004 à la séance de 19H00. Mais au bout d'une semaine, les Parisiens ne totalisaient toujours que 130 649 entrées.
- À propos de l'échec des Parisiens, Claude Lelouch confie : « Le film n'a pas trouvé son public. Ce n'est pas la première fois que j'ai été confronté à l'échec. Mais en mon for intérieur, je n'ai pas accepté celui des Parisiens. Parce que mon inconscient me laissait entendre qu'il s'agissait de l'un de mes films importants »[1]
- Le film est dédié à l'acteur Ticky Holgado mort le 22 janvier 2004.